# Craspedosis miranda
Craspedosis miranda är en fjärilsart som beskrevs av W. Warren 1907. Craspedosis miranda ingår i släktet Craspedosis och familjen mätare. Inga underarter finns listade i Catalogue of Life.